# ریدال، کامبریا
ریدال (به انگلیسی: Rydal) یک روستا در بریتانیا است که در Lakes, Cumbria واقع شده‌است.